# تصوير المثانة
في علم الأشعة وطب الجهاز البولي، تصوير المثانة (cystography) أو صورة المثانة (cystogram) هو إجراء يستخدم لتصوير المثانة البولية وتقييم مشاكلها الطبية.
باستخدام قسطرة بولية، يتم غرس مادة التباين الإشعاعي في المثانة، ويتم إجراء التصوير بالأشعة السينية. يمكن استخدام تصوير المثانة لتقييم سرطان المثانة، والارتجاع المثاني الحالبي، وسلائل المثانة، وموه الكلية. يتطلب إشعاعًا أقل من التصوير المقطعي المحوسب للحوض، على الرغم من أنه أقل حساسية وخصوصية من التصوير بالرنين المغناطيسي أو التصوير المقطعي المحوسب. في حالات البالغين، يُطلب من المريض عادةً التبول ثلاث مرات، وبعد ذلك يتم الحصول على صورة بعد التبول لمعرفة كمية البول المتبقية داخل المثانة (البول المتبقي)، وهو أمر مفيد لتقييم خلل انقباض المثانة. يتم إجراء تصوير شعاعي نهائي للكلى بعد انتهاء الإجراء لتقييم الارتجاع المثاني الحالبي الخفي الذي لم يتم رؤيته أثناء الإجراء نفسه.

## تصوير المثانة المقطعي المحوسب
يتم إجراء تصوير المثانة بالتصوير المقطعي المحوسب عن طريق ملء المثانة باستخدام تباين مخفف باليود لتصور أي إصابة في المثانة إذا كان الشخص يعاني من بيلة دموية (دم في البول) بعد الصدمة. نظرًا لأنه يمكن إجراء تصوير المثانة بالتصوير المقطعي المحوسب مع تصوير البطن والحوض بالتصوير المقطعي المحوسب، فقد حل محل تصوير المثانة التقليدي في مثل هذه الحالات.